# Ingewanden

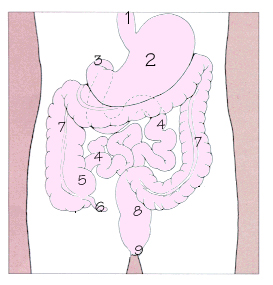
Het maag-darmkanaal wordt algemeen tot de ingewanden gerekend, eventueel met uitzondering van de slokdarm (1) en de anus (9)

Ingewanden is een aanduiding voor inwendige organen die in de romp van een dier liggen, maar de meningen verschillen over hetgeen als ingewand beschouwd moet worden. In de meest beperkte opvatting worden alleen de darmen en spijsverteringsorganen in de buikholte ertoe gerekend. Veel mensen die min of meer deze betekenis hanteren, zullen ook de nieren tot de ingewanden rekenen, hoewel die niet in de buikholte liggen. In ruimere interpretaties kunnen hart en longen als ingewanden beschouwd worden, en soms ook middenrif, slokdarm en luchtpijp. Min of meer alle structuren in de romp, behalve spieren, vet en botten of graten, worden in de ruimste interpretatie als ingewand beschouwd. In de landbouw, visserij en jacht wordt het begrip soms gelijkgesteld met slachtafval uit de romp. Visverwerkers benoemen gewoonlijk alles wat zij uit de romp van consumptievis verwijderen als ingewanden.
Tot de ingewanden kunnen onder andere gerekend worden: lever, maag, darm, galblaas, milt, nieren en blaas. Zenuwstelsel en uitwendige geslachtsorganen maken er geen deel van uit.
Gezien de verschillende opvattingen over het begrip is het niet fout om te spreken over het ingewand van bijvoorbeeld een inktvis, maar het meest gebruikelijk is de term bij chordadieren, waarvan de gewervelde dieren het bekendst zijn. In overdrachtelijke zin kan het woord gebruikt worden voor structuren in het binnenste van om het even wat, bijvoorbeeld de ingewanden van de aarde.